# Terneuzen
Terneuzen (zelandès Terneuzen) és un municipi de la província de Zelanda, al sud dels Països Baixos. Es troba a la regió del Flandes zelandès. L'1 de gener de 2009 tenia 55.142 habitants repartits per una superfície de 317,78 km² (dels quals 66,38 km² corresponen a aigua). Limita al nord amb Vlissingen i Borsele, a l'oest amb Sluis, a l'est amb Hulst, i al sud amb els municipis flamencs d'Assenede, Wachtebeke, Zelzate, Stekene i Moerbeke. 	 

## Centres de població
| Terneuzen    | 24.756 |
| Axel         | 7956   |
| Sas van Gent | 3753   |
| Hoek         | 3139   |
| Zaamslag     | 2887   |
| Koewacht     | 2609   |
| Sluiskil     | 2370   |

| Philippine | 2153 |
| Westdorpe  | 2038 |
| Biervliet  | 1657 |
| Zuiddorpe  | 972  |
| Zandstraat | 367  |
| Overslag   | 255  |
| Spui       | 245  |

## Administració
El consistori consta de 31 membres, compost per:
- Partit del Treball, (PvdA) 10 regidors
- Crida Demòcrata Cristiana, (CDA) 7 regidors
- TOP/Gemeentebelangen, 5 regidors
- Partit Popular per la Llibertat i la Democràcia, (VVD) 3 regidors
- SGP, 2 regidors
- ChristenUnie, 2 regidors
- GroenLinks, 1 regidor
- Lijst Cees Freeke, 1 regidor

## Galeria d'imatges

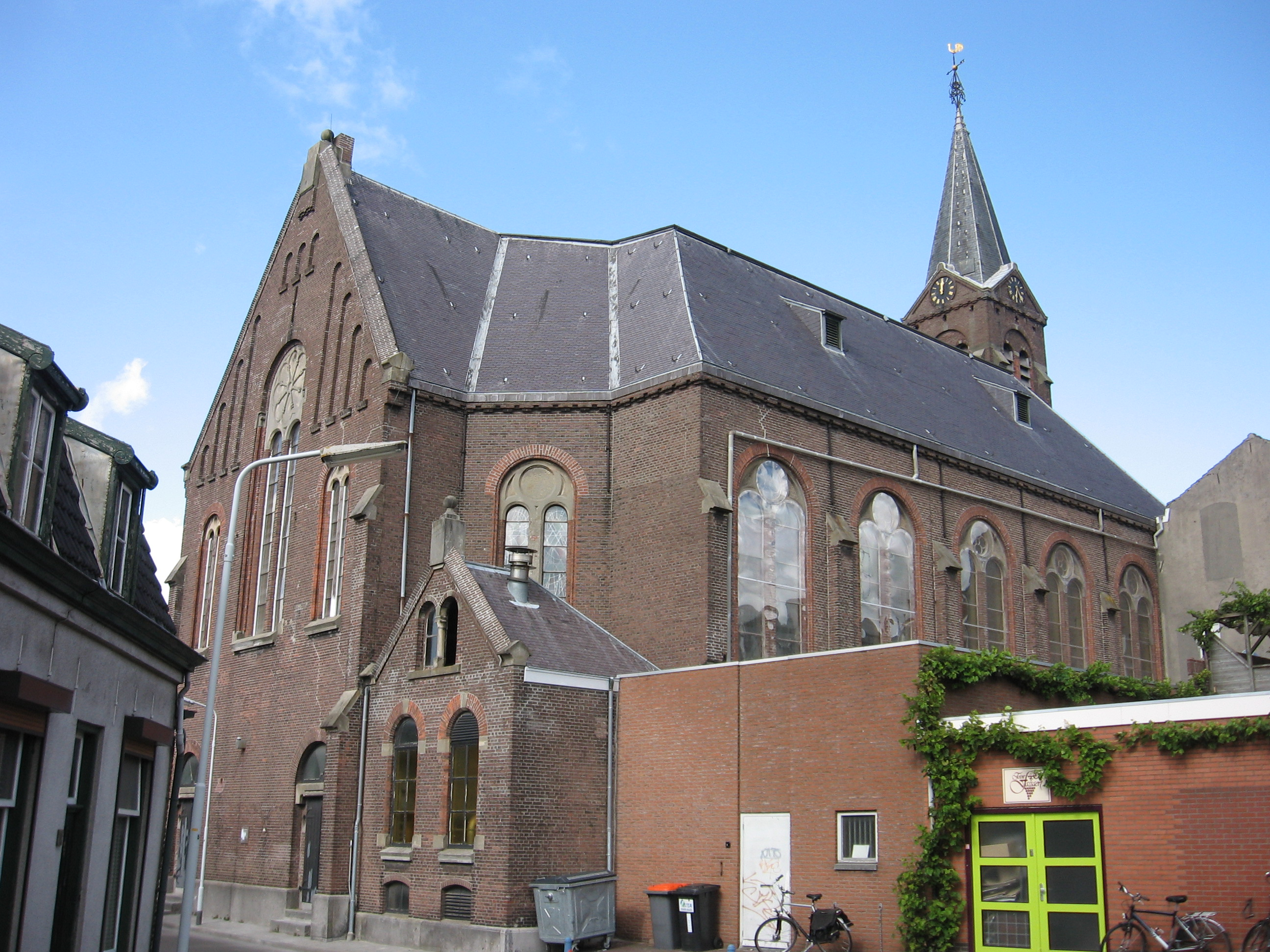
Església del nord
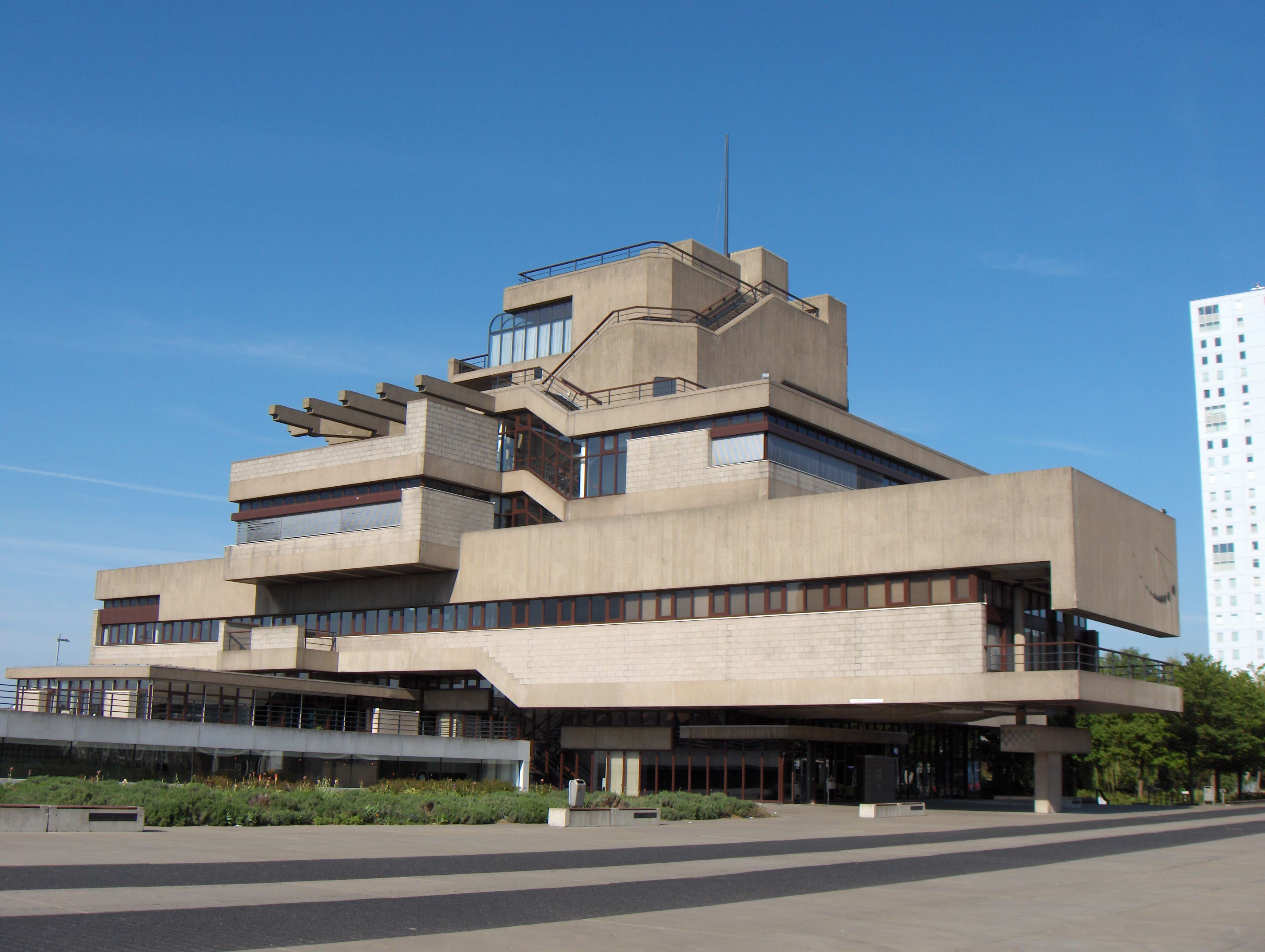
Ajuntament
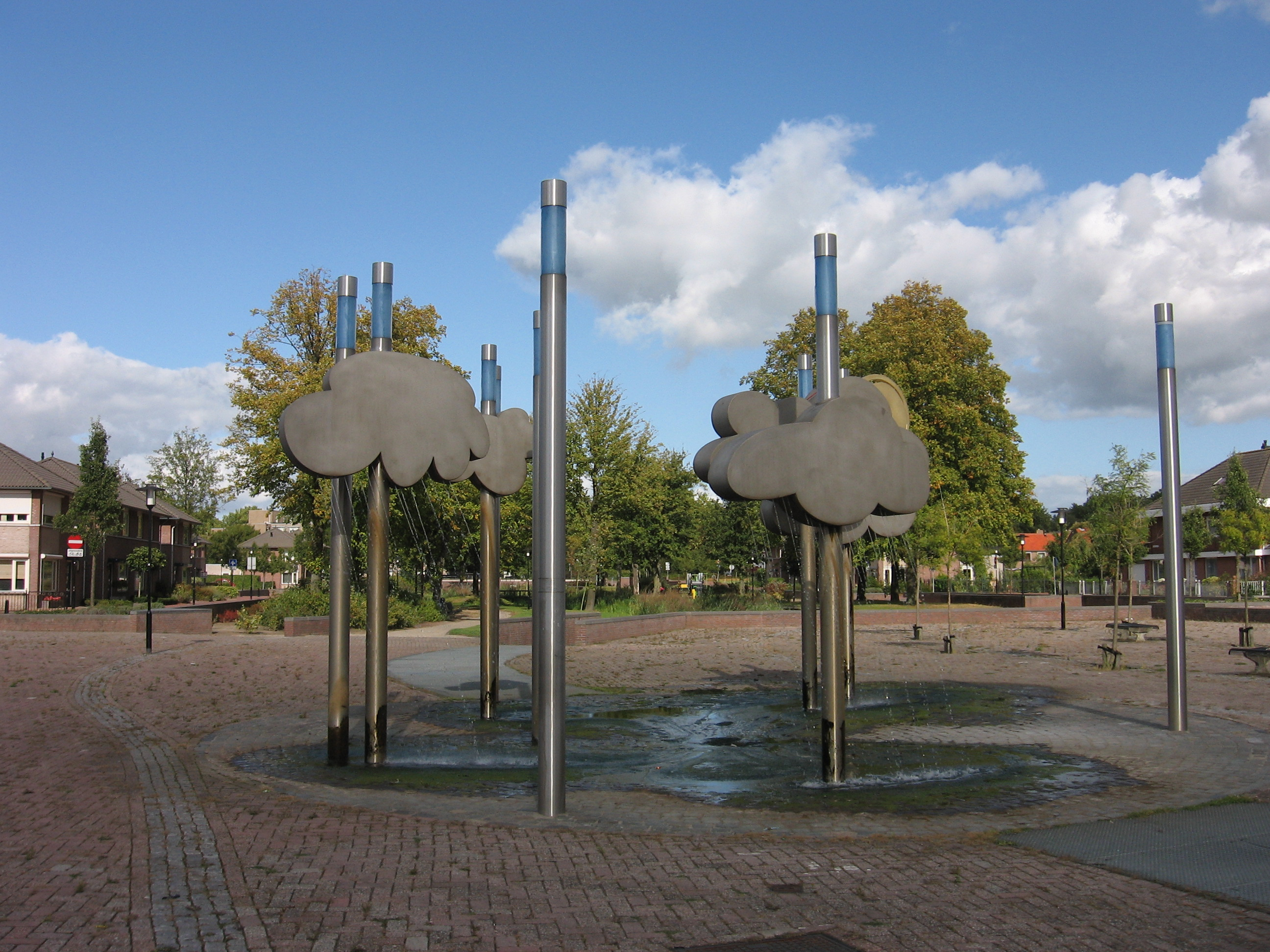
Park Triniteit